# Моковский сельсовет
Моковский сельсовет — муниципальное образование со статусом сельского поселения в Курском районе Курской области Российской Федерации.
Административный центр — деревня 1-я Моква.

## История
Статус и границы сельсовета установлены Законом Курской области от 21 октября 2004 года № 48-ЗКО «О муниципальных образованиях Курской области».

## Население
| 2002  | 2010  | 2012  | 2013  | 2014  | 2015  | 2016  |
| ----- | ----- | ----- | ----- | ----- | ----- | ----- |
| 2728  | ↗3196 | ↘3091 | ↗3187 | ↗3462 | ↘3441 | ↗3443 |
| 2017  | 2018  | 2019  | 2020  | 2021  |       |       |
| ↗3520 | ↗3632 | ↗3760 | ↗3886 | ↗4324 |       |       |

## Состав сельского поселения
| № | Населённый пункт | Тип населённого пункта          | Население |
| - | ---------------- | ------------------------------- | --------- |
| 1 | 1-я Моква        | деревня, административный центр | ↗1823     |
| 2 | 2-я Моква        | деревня                         | ↗310      |
| 3 | Гремячка         | деревня                         | ↘397      |
| 4 | Духовец          | деревня                         | ↗239      |
| 5 | Зубков           | хутор                           | ↗315      |
| 6 | Касторная        | деревня                         | ↗58       |
| 7 | Майская Заря     | деревня                         | ↗54       |